# Cephaloziella calyculata
Cephaloziella calyculata là một loài rêu tản trong họ Cephaloziellaceae. Loài này được (Durieu & Mont.) K. Müller miêu tả khoa học lần đầu tiên năm 1916.